# Hanna Rajs
Hanna Rajs (tidigare Lundström), född 5 augusti 1991, är en svensk poet.  
Rajs debuterade våren 2018 med diktsamlingen Armarna, som uppmärksammades för sin nyskapande gestaltning av teman som kärlek, arv, familj och antisemitism i en språkligt vardaglig stil. 2019 nominerades Armarna till Borås Tidnings debutantpris. År 2019 utkom Baby  på Anti förlag och 2020 Under månen på Albert Bonniers förlag. År 2024 utkom hon med diktboken Samma, mamma som nominerades till Augustpriset i kategorin skönlitteratur. Samma, mamma handlar om sorgen efter Rajs mor som gått bort. 
Rajs var medgrundare till nättidskriften Fikssion, som startade 2008 och lades ned 2015. Hon har tidigare utgivit dikter i chapbookformat, Om jag dör ung, AFV Press, Norge 2015. 
År 2019 mottog Hanna Rajs ELSA-priset och år 2024 tilldelades hon både Samfundet De Nios Särskilda pris och stipendium ur Lena Vendelfelts minnesfond.
Hon är dotterdotter till arkitekten och författaren Dina och läkaren och författaren Jovan Rajs.